# Duyệt cây
Trong khoa học máy tính, duyệt cây là việc lần lượt thăm các đỉnh của cây theo một thứ tự nào đó. Các cây nói trong bài này là cây có gốc.
Dưới đây trình bày một số thuật toán duyệt cây thông dụng.

## Duyệt cây nhị phân
Khi xét một cây nhị phân, mỗi đỉnh cùng với các đỉnh đứng sau nó là gốc của một cây con. Ta xét một đỉnh A là đỉnh trong của cây nhị phân. Theo thứ tự người ta xem xét thứ tự thăm đỉnh A so với việc thăm hai con của nó là thăm A trước rồi hai con sau, thăm A xen giữa việc thăm hai con, thăm A sau thi thăm hai con:
- A, con trái, con phải
- Con trái, A, con phải
- Con trái, con phải, A

Tất nhiên nút không có con nào thì việc thăm con không diễn ra. Còn nếu con trái hoặc con phải của A lại là gốc của một cây con, thì việc thăm thay bằng việc duyệt cây con có gốc tại đó.
Từ đó có các phương pháp duyệt tiền thứ tự, trung thứ tự, hậu thứ tự đối với cây nhị phân có gốc tại đỉnh A như sau

### Duyệt tiền thứ tự cây con gốc A
- Nếu Cây là rỗng Return
- Thăm A
- Duyệt tiền thứ tự cây con gốc trái
- Duyệt tiền thứ tự cây con gốc phải

### Duyệt trung thứ tự cây con gốc A
- Nếu Cây là rỗng Return
- Duyệt trung thứ tự cây con gốc trái
- Thăm A
- Duyệt trung thứ tự cây con gốc phải

### Duyệt hậu thứ tự cây con gốc A
- Nếu Cây là rỗng Return
- Duyệt hậu thứ tự cây con gốc trái
- Duyệt hậu thứ tự cây con gốc phải
- Thăm A

## Ví dụ
Giả sử có cây nhị phân sau
```
 A
/  \
B    C
/ \ / \
D E F G
```

- Duyệt tiền thứ tự với cây này diễn ra tuần tự như sau
  1. Thăm A, Duyệt cây gốc B, Duyệt cây gốc C
  2. Thăm A, Thăm B, Thăm D, Thăm E, Thăm C, Thăm F, Thăm G
- Duyệt trung thứ tự với cây này diễn ra tuần tự như sau
  1. Duyệt cây gốc B, Thăm A, Duyệt cây gốc C
  2. Thăm D, Thăm B, Thăm E, Thăm A, Thăm F, Thăm C, Thăm G
- Duyệt hậu thứ tự với cây này diễn ra tuần tự như sau
  1. Duyệt cây gốc B, Duyệt cây gốc C, Thăm A
  2. Thăm D, Thăm E, Thăm B, Thăm F, Thăm G, Thăm C, Thăm A

## Duyệt cây tổng quát

Nếu tại gốc A của cây có các con từ trái sang phải là {\displaystyle A_{1},A_{2},...,A_{n}} thì quá trình duyệt tiền thứ tự, trung và hậu thứ tự như sau

### Duyệt tiền thứ tự
- Thăm A
- Lần lượt duyệt các cây con gốc {\displaystyle A_{1},A_{2},...,A_{n}}

### Duyệt trung thứ tự
- Duyệt cây con gốc {\displaystyle A_{1}}
- Thăm A
- Lần lượt duyệt các cây con gốc {\displaystyle A_{2},...,A_{n}}

### Duyệt hậu thứ tự
- Lần lượt duyệt các cây con gốc {\displaystyle A_{1},A_{2},...,A_{n}}
- Thăm A

Tuy nhiên người ta ít xem xét việc duyệt trung thứ tự của cây tổng quát

## Duyệt theo mức
Một phương pháp duyệt cây khác là duyệt theo mức. Bắt đầu duyệt từ gốc (đỉnh mức 0), rồi duyệt các con của gốc từ trái sang phải (các đỉnh mức 1), tiếp đến là các đỉnh mức 2,...

## Giả mã
Giả sử có một cây nhị phân mà cấu trúc mỗi nút của nó chứa một giá trị value và các tham chiếu left và right trỏ tới hai con của nút đó. Ta có thể viết các hàm sau:

### Duyệt tiền thứ tự
(pre-order (prefix) traversal)
```
visit(node)
print node.value
if node.left != null then visit(node.left)
if node.right != null then visit(node.right)
```

### Duyệt hậu thứ tự
(post-order (postfix) traversal)
```
visit(node)
if node.left != null then visit(node.left)
if node.right != null then visit(node.right)
print node.value
```

### Duyệt trung thứ tự
(in-order (infix) traversal)
```
visit(node)
if node.leftt!= null then visit(node.left)
print node.value
if node.rightg!= null then visit(node.right) // In phan tu tu be den lon
```

## Cây nhị phân tương đương

### Lưu trữ cấu trúc cây nhị phân
Để biểu diễn cây nhị phân ta dùng cấu trúc Nút (Node). Mỗi Nút là một đỉnh của cây, gồm ba trường, một trường {\displaystyle Value} chứa thông tin về nút đó. Hai trường {\displaystyle Left} và {\displaystyle Right} trỏ tới các nút con của đỉnh đó. Ngoài ra còn một con trỏ là {\displaystyle Root} trỏ tới nút gốc.
Cây nhị phân ở trong bài có thể biểu diễn như sau:

```
Root=A
A.Value="A",A.Left=B;A.Right=C
B.Value="B",B.Left=D;B.Right=E
C.Value="C",C.Left=F;C.Right=G
D.Value="D",D.Left=Null;D.Right=Null
E.Value="E",E.Left=Null;E.Right=Null
F.Value="F",F.Left=Null;F.Right=Null
G.Value="G",G.Left=Null;G.Right=Null
```

Chú ý: Phân biệt ký hiệu A, B,... chỉ nút và "A","B",... chỉ giá trị nút

### Lưu trữ cấu trúc cây tổng quát
Khi biểu diễn cấu trúc cây tổng quát, vì mỗi nút có thể có nhiều con, số con có thể khác nhau, nên ta không dùng cho mỗi nút con một liên kết đến nút cha mà với mỗi nút vẫn chỉ dành hai liên kết, một liên kết (trường {\displaystyle Child}) trỏ đến nút con đầu bên trái của nó, một liên kết (trường {\displaystyle Next})trỏ đến nút cùng cha kề bên phải nó. Nếu coi liên kết trường {\displaystyle Child} như liên kết {\displaystyle Left}, liên kết {\displaystyle Next} như liên kết {\displaystyle Right} ta có một cây nhị phân tương đương với cây tổng quát.

### Ví dụ
- Cây tổng quát

```
  A
/ | \
B C D
| | |
E F G
```

- Cây nhị phân tương đương

```
 A
 |
 B
/ \
E C
| |
F D
  |
  G
```

- Lưu trữ của cây tổng quát như sau

```
Root=A
A.Value="A",A.Child=B,A.Next=Null
B.Value="B",B.Child=E,B.Next=C
C.Value="C",C.Child=Null,C.Next=D
D.Value="D",D.Child=G,D.Next=Null
E.Value="E",E.Null,E.Next=F
F.Value="F",F.Child=Null,F.Next=Null
G.Value="G",D.Child=Null,G.Next=Null
```